# Maui Challenger 2013
Il Maui Challenger 2013 è stato un torneo di tennis facente parte della categoria ATP Challenger Tour nell'ambito dell'ATP Challenger Tour 2013. È stata la 4ª edizione del torneo che si è giocata a Maui negli USA dal 21 al 27 gennaio 2013 su campi in cemento e aveva un montepremi di $50,000.

## Partecipanti singolare

### Teste di serie
| Nazionalità | Giocatore          | Ranking* | Testa di serie |
| ----------- | ------------------ | -------- | -------------- |
| Giappone    | Gō Soeda           | 73       | 1              |
| Giappone    | Tatsuma Itō        | 84       | 2              |
| Stati Uniti | Michael Russell    | 94       | 3              |
| Stati Uniti | Tim Smyczek        | 125      | 4              |
| Russia      | Alex Bogomolov Jr. | 133      | 5              |
| Stati Uniti | Denis Kudla        | 136      | 6              |
| Brasile     | Thiago Alves       | 145      | 7              |
| Stati Uniti | Ryan Sweeting      | 153      | 8              |

### Altri partecipanti
Giocatori che hanno ricevuto una wild card:
- Devin Britton
- Dennis Lajola
- Ma Rong
- Petr Michnev

Giocatori che sono passati dalle qualificazioni:
- Jean Andersen
- Carsten Ball
- Takuto Niki
- Hiroki Kondo

## Partecipanti doppio

### Teste di serie
| Nazionalità   | Giocatore          | Nazionalità   | Giocatore       | Ranking* | Testa di serie |
| ------------- | ------------------ | ------------- | --------------- | -------- | -------------- |
| Stati Uniti   | Devin Britton      | Stati Uniti   | Austin Krajicek | 253      | 1              |
| Russia        | Alex Bogomolov Jr. | Stati Uniti   | Steve Johnson   | 266      | 2              |
| Taipei cinese | Lee Hsin-han       | Taipei cinese | Peng Hsien-yin  | 275      | 3              |
| Stati Uniti   | Nicholas Monroe    | Stati Uniti   | Donald Young    | 325      | 4              |

- Ranking al 14 gennaio 2013.

### Altri partecipanti
Coppie che hanno ricevuto una wild card:
- Rick Kepler /  Dennis Lajola
- Daniel Kosakowski /  Michael McClune
- Mikael Maata /  Jan Tribler

Coppie che sono passate dalle qualificazioni:
- Petr Michnev /  Gerald Moretti

## Vincitrici

### Singolare
Gō Soeda ha battuto in finale  Miša Zverev con il punteggio di 7–5, 7–5.

### Doppio
Lee Hsin-han /  Peng Hsien-yin hanno battuto in finale  Tennys Sandgren /  Rhyne Williams con il punteggio di 6(1)–7, 6–2, [10–5].